# Biometria
La biometria en biologia és el conjunt de tècniques científiques de mesura i el seu tractament matemàtic i o bioestadístic per mesurar paràmetres d'éssers vius.